# Off our backs
off our backs (oob) was een Amerikaans radicaalfeministisch tijdschrift, dat verscheen van 1970 tot 2008. Het was een magazine door, voor en over vrouwen, waarin het feminisme de boventoon voerde, vaak vanuit een lesbisch perspectief. In off our backs was onder meer plaats voor nieuws over vrouwen en vrouwenorganisaties, feministisch activisme en de lesbische cultuur. Het blad werd gemaakt en uitgegeven door een vrouwencollectief, waarbinnen alle beslissingen werden genomen op basis van consensus. In 2002 werd het blad omgevormd tot een tweemaandelijks wetenschappelijk tijdschrift en in 2008 werd de publicatie gestaakt.